# Rudolf Kohlrausch
Rudolf Hermann Arndt Kohlrausch (Göttingen, 6 de novembro de 1809 – Erlangen, 8 de março de 1858) foi um físico alemão.
Determinou com Wilhelm Eduard Weber a relação entre as unidades eletrostáticas e eletromagnéticas, confirmando assim uma das consequências das equações de Maxwell:
{\displaystyle c^{2}={\frac {1}{\epsilon _{0}\cdot \mu _{0}}}},
sendo {\displaystyle c} a velocidade da luz, {\displaystyle \varepsilon _{0}} a permissividade e {\displaystyle \mu _{0}} a permeabilidade magnética
Em 1856 foi eleito membro correspondente da Academia de Ciências de Göttingen. Pai dos físicos Friedrich Kohlrausch e Wilhelm Friedrich Kohlrausch.